# 엘런 트래볼타

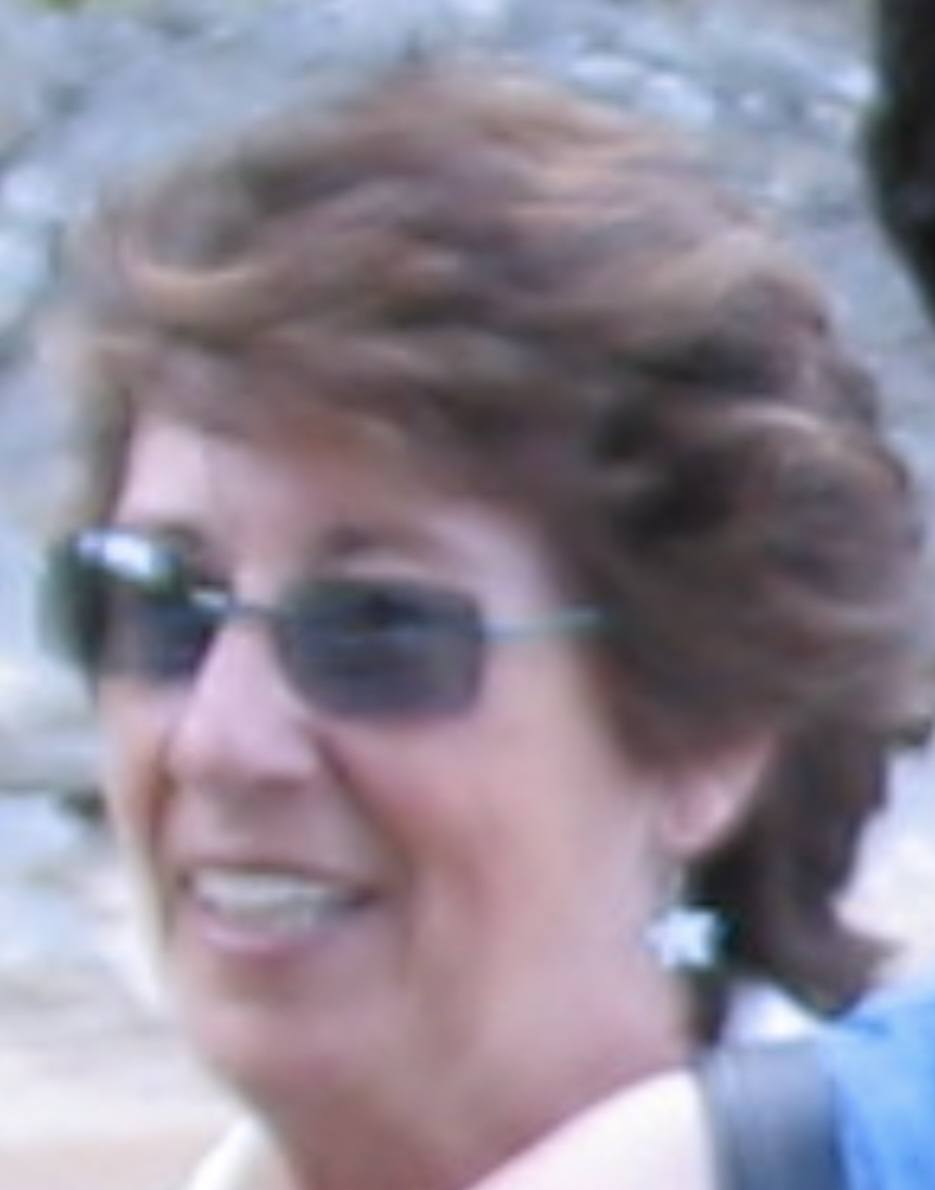
엘런 트래볼타

엘런 M. 트래볼타(영어: Ellen M. Travolta, 1939년 10월 6일 ~ )는 미국의 배우이다.

## 생애
뉴저지주 잉글우드에서 샐버토어 트래볼타와 헬렌 세실리아 트래볼타 부부의 딸로 태어났다. 엘런 트래볼타에게는 조이 트래볼타, 마거릿 트래볼타, 존 트래볼타 남매가 있다. 샐버토어 트래볼타는 세미 프로 축구 선수로 활동한 다음에 타이어 판매원으로 근무했다. 헬렌 트래볼타는 라디오 보컬 그룹인 선샤인 시스터스(The Sunshine Sisters)에서 배우, 가수로 활동했고 나중에 드라마 코치, 배우, 학생 프로덕션의 감독으로 활동했다.
뉴저지주 잉글우드에 위치한 드와이트 모로 고등학교, 펜실베이니아주 피츠버그에 위치한 카네기 멜런 칼리지를 졸업했다. 1950년대에 방영된 시트콤 《해피 데이즈》에서 카키 아콜라의 어머니이자 폰지의 외숙모인 루이자 아콜라 델베키오 역할을 맡았고 1970년대 후반에 방영된 단편 텔레비전 시리즈 《메이킹 잇》에서 도로시 마누치 역할을 맡았다.
1979년에 방영된 텔레비전 영화 《엘비스》에서 매리언 키스 역할을 맡았으며 1987년부터 1990년까지 방영된 《찰스 인 차지》에서 바이오의 어머니 역할을 맡았다. 또한 쿠르 달렌 하계 극장 소속 뮤지컬 배우로도 활동했다.